# Morro Dois Irmãos
Pour les articles homonymes, voir Dois Irmãos (homonymie).
La Morro Dois Irmãos, toponyme portugais signifiant littéralement en français « Colline des Deux Frères », est une montagne du Brésil dominant de 539 mètres le Sud de la ville de Rio de Janeiro et faisant face à l'océan Atlantique. Composé de deux masses rocheuses granitiques en forme de pain de sucre, il constitue la toile de fond du paysage de la plage d'Ipanema.

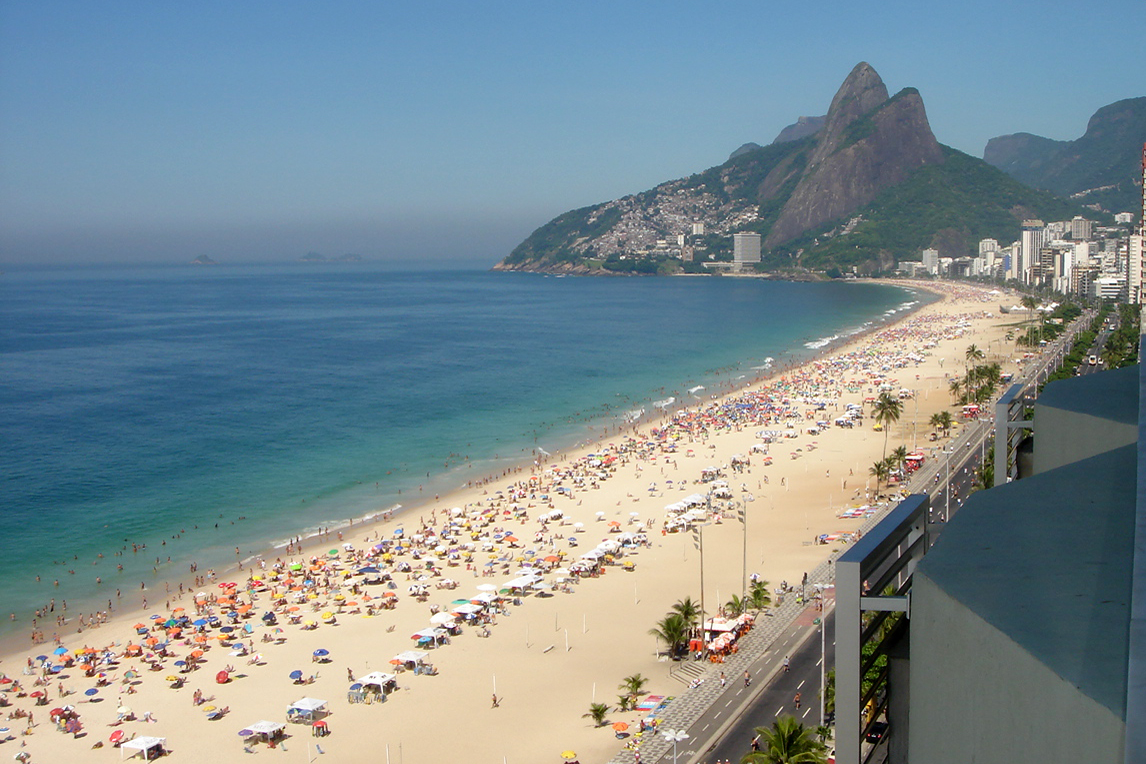
La plage d'Ipanema dominée par la Morro Dois Irmãos.

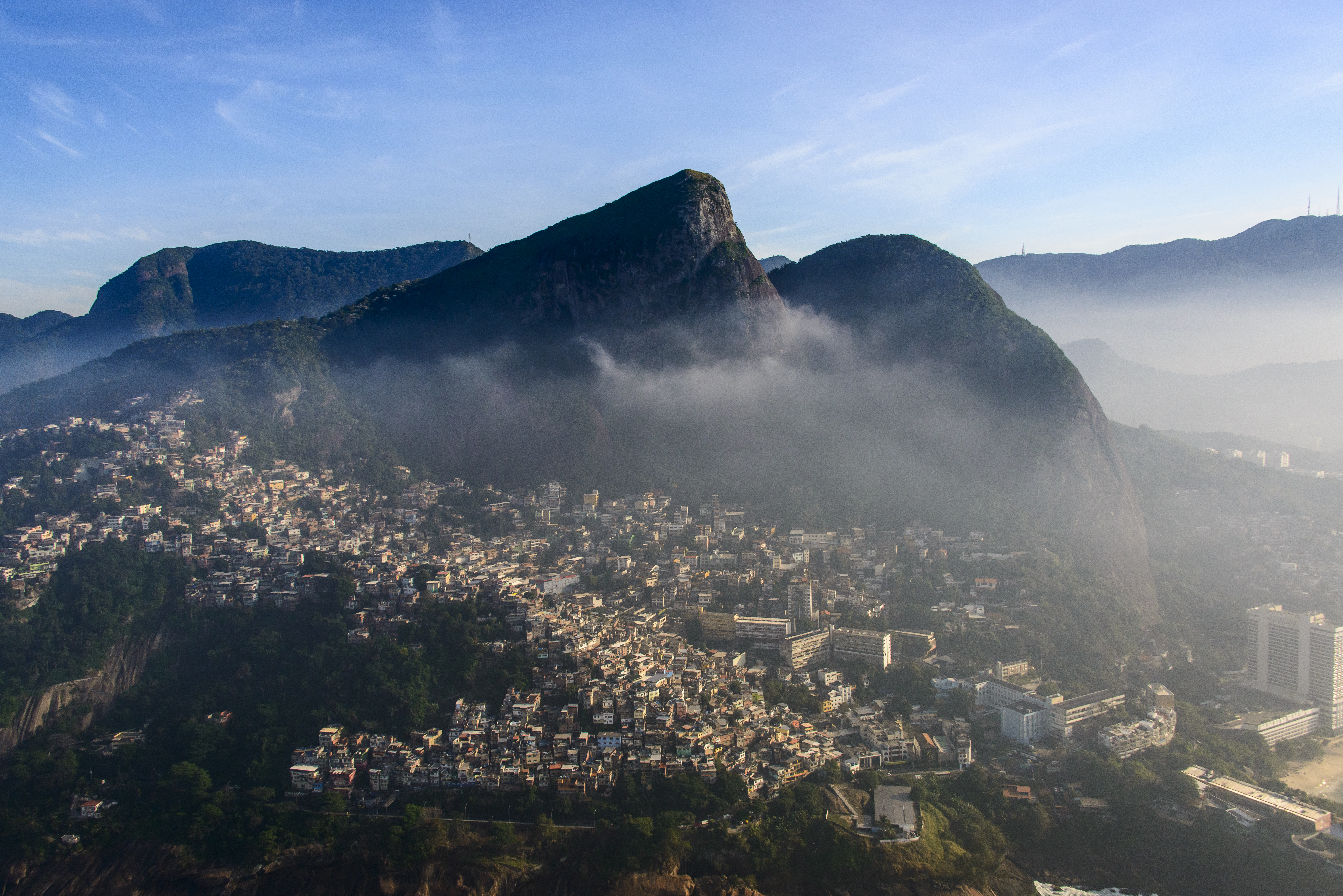
La favela de Vidigal sur le flanc méridional de la Morro Dois Irmãos.

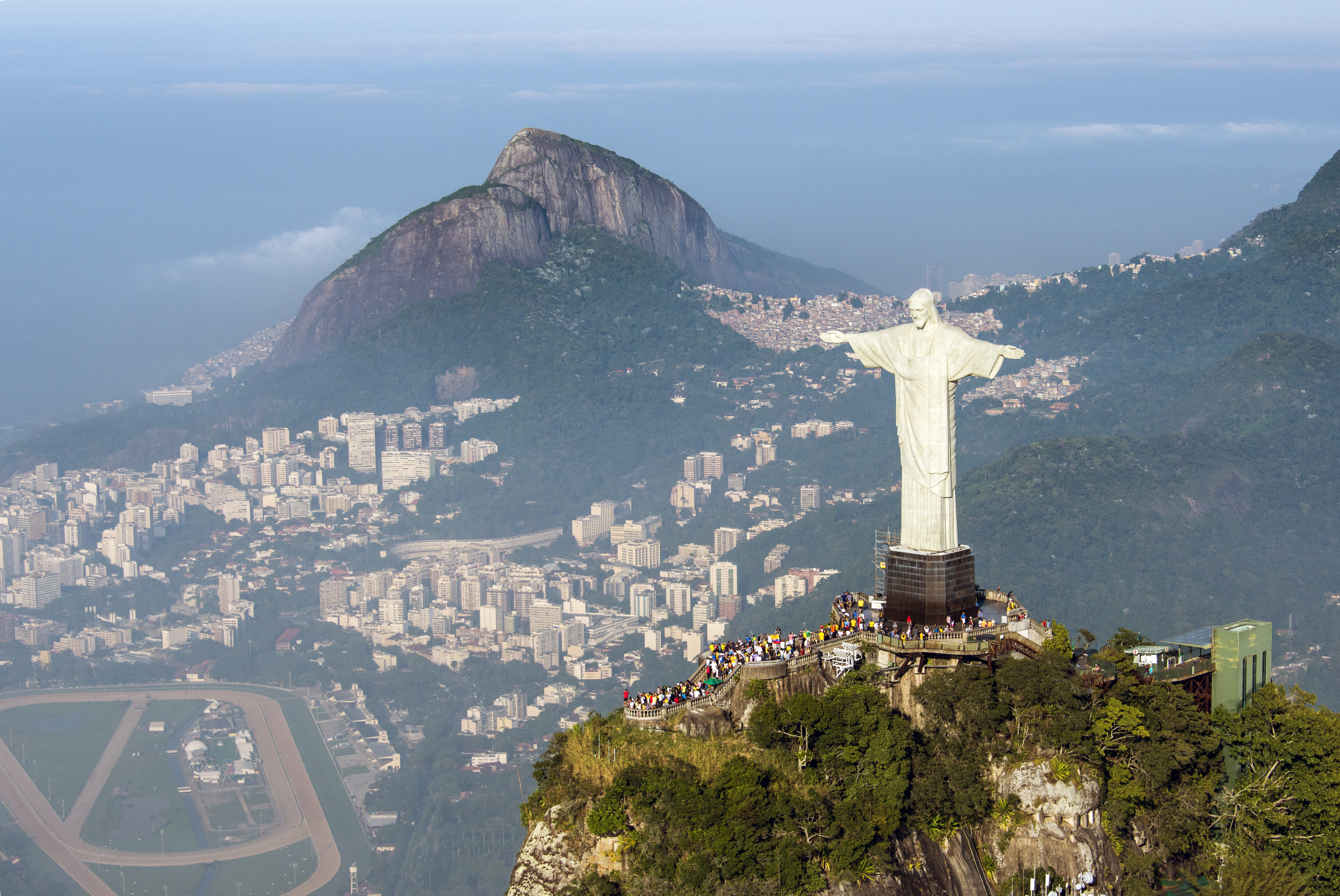
Vue aérienne du Christ Rédempteur au sommet du Corcovado avec la Morro Dois Irmãos en arrière-plan.

## Dans la culture populaire

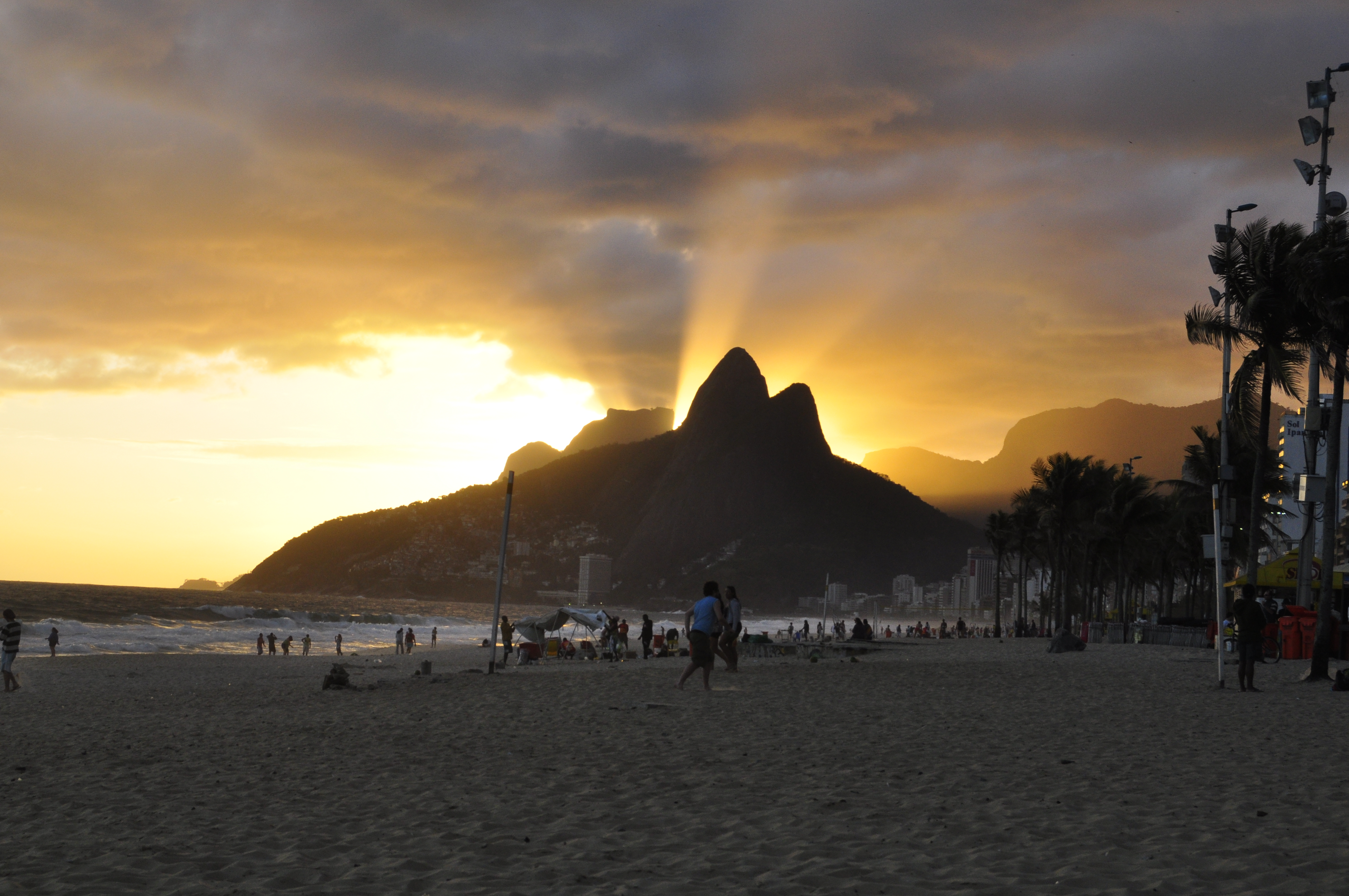
Morro Dois Irmãos vu de la plage d'Ipanema.

La montagne a été citée par Chico Buarque dans la chanson Morro Dois Irmãos (« Dois Irmãos, quando vai alta a madrugada/E a teus pés vão-se encostar os instrumentos »), ainsi que par Antônio Cícero, dans la chanson Virgem, de Marina Lima (« As luzes brilham no Vidigal/E não precisam de você/Os Dois Irmãos também não precisam »).